# Владимир Святополчич
Владимир Святополчич — князь пинский начала XIII века, сын Святополка Юрьевича.

В начале XIII века на Турово-Пинской волости сидят Святополчичи, причём во главе их, вероятно, стоит Владимир пинский.

В тот период политический центр Туровского княжества перемещается в Пинск.
Впервые Святополчичи действуют в 1207 году в союзе с Всеволодом Чермным против Рюрика Ростиславича. В событиях 1228 года во главе пинских князей стоит уже Ростислав Святополчич. Таким образом, Владимир Святополчич княжил в Пинске в промежутке 1207—1228 годов. Туровским князем до своей гибели в 1223 году в битве на Калке, возможно, был Андрей Иванович, которого Войтович Л. В. считает старшим среди турово-пинских князей, поскольку он был зятем киевского князя и старшим из приведших турово-пинские войска на Калку.

## Семья и дети
Жена — неизвестна.
Сыновья (предположительно):
- Владимир
- Михаил Пинский